# 마이케 콜리히터

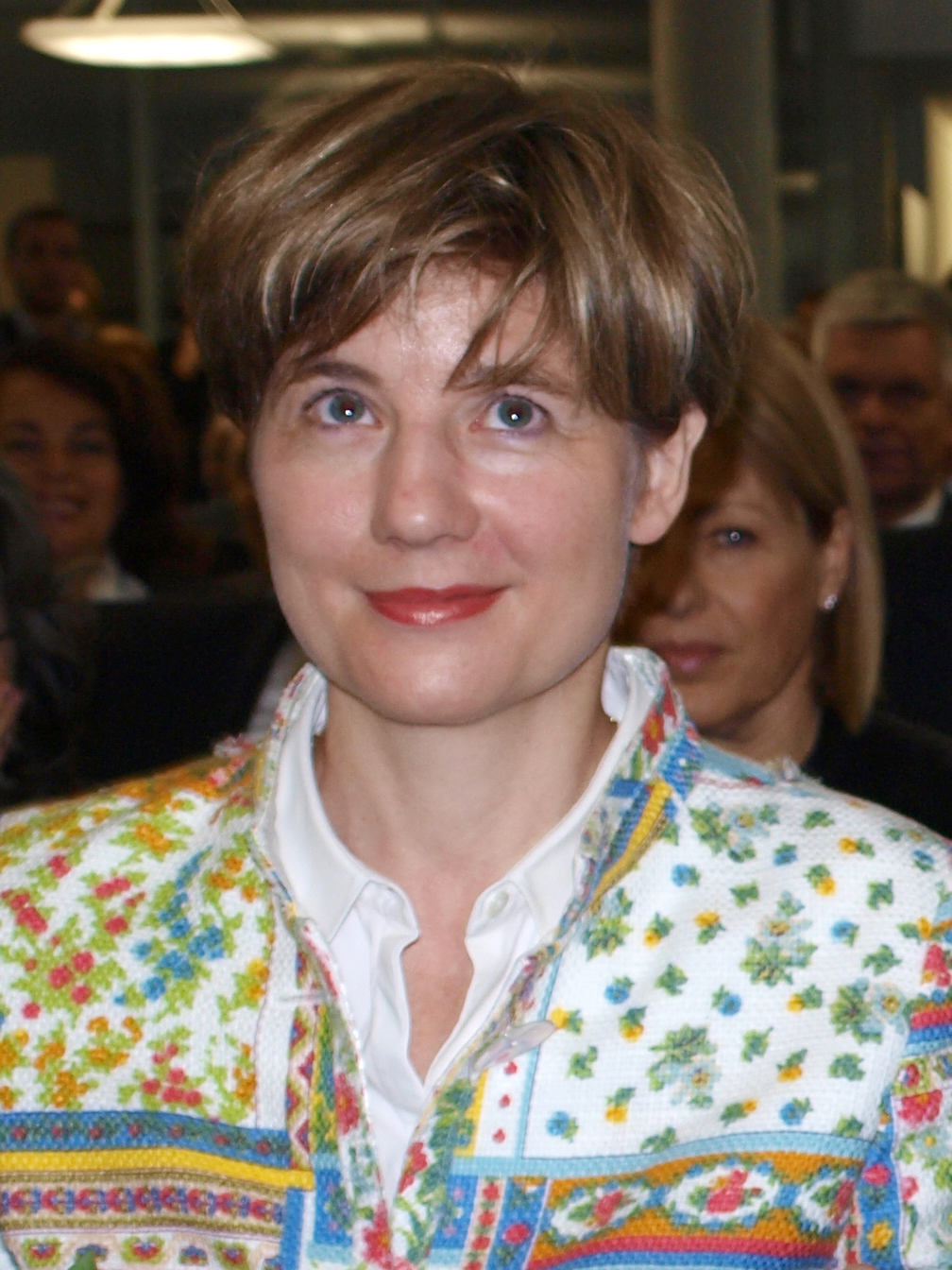
마이케 콜리히터 (2009년)

마이케 콜리히터(독일어: Maike Kohl-Richter, 1964년 4월 ~ )는 2008년부터 2017년 사망할 때까지 전 독일 수상 헬무트 콜의 두 번째 부인으로 가장 잘 알려져 있다. 그녀는 우파적인 반이민 견해와 빅토르 오르반에 대한 지지, 그리고 콜의 자식들과 손자들과의 공개적인 불화로 독일에서 논란이 되고 있다. 그녀는 콜 유산을 납치한 것으로 비난 받고 있으며, 콜의 자식들로부터 전 수상을 영웅 숭배하고 그에게 집착하는 것으로 비난을 받고 있다. 콜이 사망한 후 그녀는 독일 언론, 공공 인사들, 그리고 콜 가족으로부터 비난을 받았다.